# La Belle Arsène

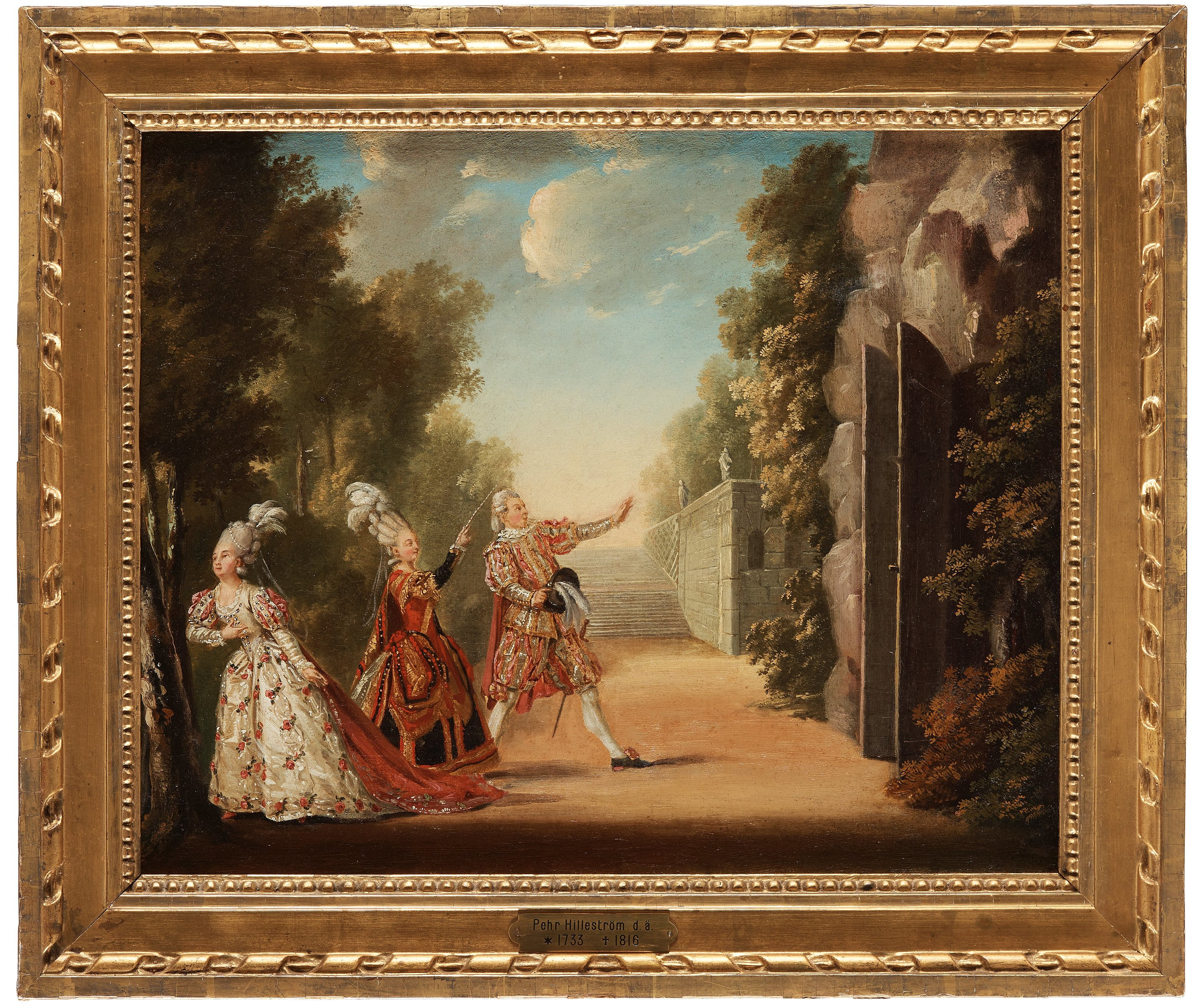
Scène de La Belle Arsène, acte III scène VIII - Pehr Hilleström (1779)

La Belle Arsène est un opéra-comique en 4 actes, mêlé d'ariettes, de Charles-Simon Favart, musique de Pierre-Alexandre Monsigny, représenté pour la première fois au château de Fontainebleau le 6 novembre 1773.